# اورتنوو
اورتنوو (به ایتالیایی: Ortonovo) یک کومونه در ایتالیا است که در استان لا اسپتزیا واقع شده‌است.

## خصوصیات
اورتنوو ۱۳٫۸ کیلومترمربع مساحت و ۸٬۵۸۰ نفر جمعیت دارد.